# Похлак, Айвар
А́йвар По́хлак (эст. Aivar Pohlak, 19 октября 1962, Таллин, Эстонская ССР, СССР) — эстонский футбольный функционер, футболист, арбитр и тренер. Основатель, первый тренер и многолетний президент таллинского клуба «Флора». С 2007 года президент Эстонского футбольного союза.

## Биография

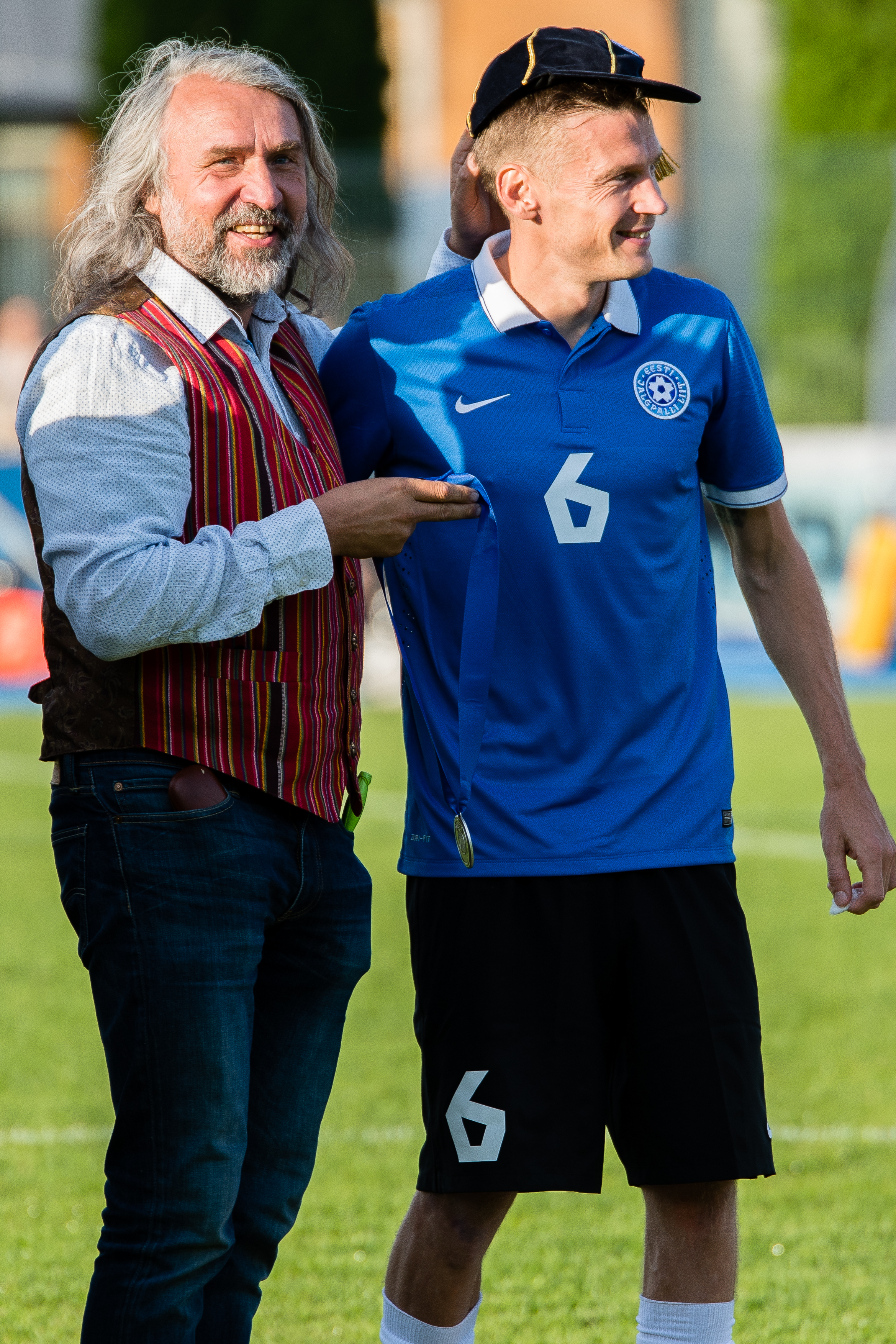
Айвар Похлак и Александр Дмитриев, 2016 год.

В 1985 году окончил Таллинский технический университет по специальности экономист, в 1986—1987-х годах изучал психологию в Тартуском университете. Известен своим неформальным стилем в одежде — длинные волосы, небрежная борода, джинсы и овечий жилет, ставший своеобразной визитной карточкой Похлака. Преподавал эстонский язык и литературу, в узких кругах известен также как автор книжек для детей. В 2009 году стал депутатом муниципального совета волости Козе.
В советские годы выступал на позиции нападающего за любительский клуб из посёлка Раннамыйза, позже выступал за команду, представлявшую таллинское муниципальное предприятие общественного транспорта (трамваев и троллейбусов).
В 1990 году, вместе с единомышленниками, основал футбольный клуб «Флора», став в команде первым главным тренером. Занимал пост президента клуба до мая 2016 года, на посту его сменил сын Пелле Похлак.
Будучи функционером, Айвар Похлак продолжал выступать как футболист, в сезоне 1992/1993 он сыграл в составе «Флоры» две игры в высшем дивизионе Эстонии, забив два мяча. Позже он также выступал, как не регулярный игрок, за команды «Лелле», и «Курессааре», входящие в футбольную структуру таллинской «Флоры». В 2000 году он сыграл 11 матчей высшем дивизионе Эстонии за «Курессааре». Завершил карьеру игрока в 39 лет, сыграв несколько игр за «Лелле» в 2001 году.
В 1992 году был ассистентом в тренерском штабе сборной Эстонии. В 1993 году стал членом совета директоров Эстонского футбольного союза (ЭФС). В 2007 году был избран президентом ЭФС, до этого момента в течение четырёх лет занимал пост вице-президента. В марте 2017 года был переизбран на очередной срок, был единственным кандидатом на выборах.
При Айваре Похлаке «Флора» стала самым титулованным клубом в Эстонии, выиграв 10 раз чемпионат и 7 раз Кубок страны. При участии Похлака, была создана структура футбольных клубов аффилированных с «Флорой», куда вошли «Куресааре», «Лелле», «Валга», «Вильянди», «Флора-2». Айвар Похлак входил в состав правления этих клубов. При этом, родственные клубы не являлись в общепринятом смысле фарм-клубами, и выступали в одной (высшей) лиге с «Флорой», а результаты матчей дочерних клубов ставились в прессе под сомнение. Отмечалось также, что попасть в национальную сборную Эстонии, игрокам не связанным с аффилированными клубами несколько сложнее, чем воспитанникам «Флоры».
В 2000-х годах Айвар Похлак, подвергался критике со стороны футбольной общественности Эстонии, в частности высказывалось недовольство тем, что сотрудники «Флоры» одновременно работают в ЭФС, а именно что сборную и клуб Похлака «Флору» возглавляет один и тот же тренер. Сам Айвар Похлак считает, что для небольшой страны, как Эстония, целесообразно иметь тренера одного из клубов и сборной страны в одном лице.
Похлак придерживается позиции, что за сборную Эстонии могут выступать, только те футболисты, которые знают и разговаривают на эстонском языке. Вследствие чего, в начале 1990-х годов, некоторые футболисты, выступавшие в чемпионате Эстонии и принадлежавшие к категории «неграждан», остались за пределами сборной, несмотря на спортивные результаты. Похлак считает, что это относится к первому поколению, и следующее поколение игроков, кто уже говорил на эстонском языке смогло выступать за сборную, по мнению Похлака, это было поколение Степанова, Смирнова и Хохлова-Симсона. Похлак является противником натурализации иностранцев и привлечения их в состав сборной. В 2015 году Похлак отметил, что ЭФС не стал приглашать в сборную Эрика Паарталу — австралийского футболиста с эстонскими корнями, получившего эстонское гражданство и изъявившего желание выступать за молодёжную сборную Эстонии. Причиной этому было то что, футболист не говорит на эстонском языке. При этом Айвар Похлак считает, что выступления за Австралию были приоритетом для игрока, а получение гражданства страны ЕС способствовало бы карьере австралийца в странах Европы.

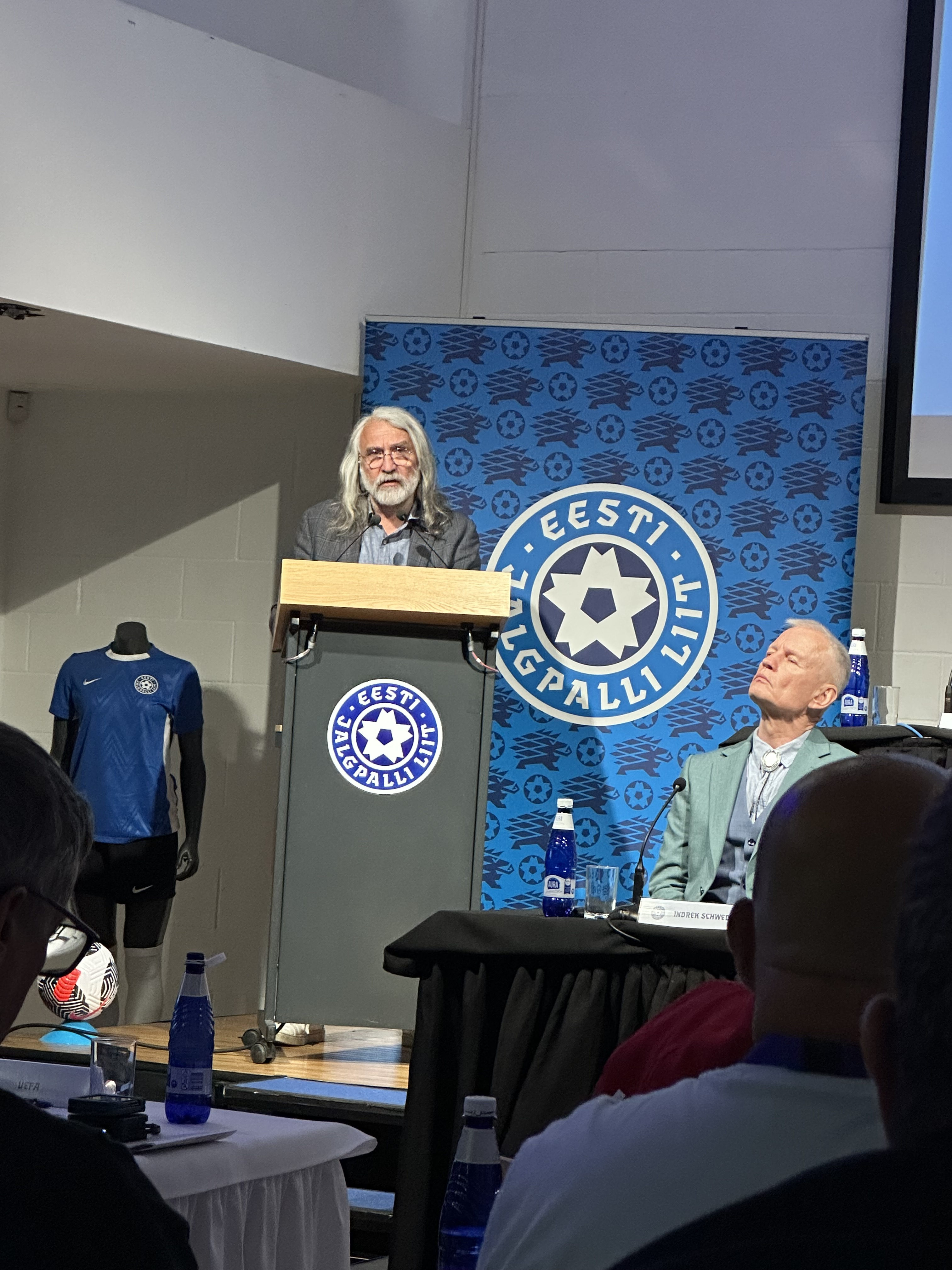
Айвар Похлак на выборах президента ЭФС в 2025 году

С апреля 2017 года Похлак возглавляет комиссию УЕФА по развитию футбола в Крыму, сменил на этом посту президента Словацкого футбольного союза Франтишека Лауринеца.
3 апреля 2025 года был выбран в исполком на конгрессе УЕФА в Белграде на четырёхлетний срок. 19 июня переизбран на новый срок президентом ЭФС.

## Семья
Айвар Похлак отец пятерых детей. Самая младшая дочь от второго брака Пиллерийн (Pilleriin). Старшие дети от первого брака достаточно известные в Эстонии люди.
- Старший сын Сийм Похлак (Siim Pohlak; род. 1985) — радиоведущий, генеральный директор популярного эстонского радио «Tre Raadio», политик, член Консервативной народной партии Эстонии[18].
- Дочь Анни Рахула (Anni Rahula; род. 1986) — футбольный арбитр, судила международные матчи под эгидой УЕФА, принимала участие в программах УЕФА в Эстонии, направленных на популяризацию женского футбола, также известна как фотомодель, замужем за эстонским музыкантом Томми Рахула[19].
- Младший сын Пелле Похлак (Pelle Pohlak; род. 1988) — футболист и футбольный функционер, выступал за «Курессааре» в высшей лиге, в мае 2016 году сменил отца на посту президента «Флоры»[20].
- Дочь Лийза (Liisa Pohlak) — в 2012 году студентка университета в США[21].